# Joachim H. Bürger
Joachim H. Bürger (* 1948 in Duisburg) ist ein deutscher Werbefachmann, Public-Relations-Manager und Gründer des Deutschen Verbandes für Public Relations e. V.

## Leben
Einem breiten Publikum bekannt wurde Bürger durch sein 1990 erschienenes Buch Mann, bist Du gut. Was Männer den Frauen immer schon mal sagen wollten, das in vier Auflagen erschien und in dem das Verhältnis von Männern und Frauen aus der Sicht eines Machos geschildert wird. Nach eigenen Angaben hatte Bürger dieses Buch jedoch geschrieben, um zu beweisen, wie Meinungen gemacht werden und Medieninteresse hergestellt werden kann. Der Erfolg veranlasste ihn zum Verfassen der Nachfolger Mann leb Dich aus! Über das große Vergnügen, ein echter Mann zu bleiben (1991) und Mann hat es eben. Die Begründung des Maskulinismus (1992). Wesentlich mehr Bücher hat Bürger jedoch auf dem Gebiet von Marketing und Werbung verfasst.
Im Rahmen seiner Buchpräsentationen war er Anfang der 1990er Gast in mehr als 50 Talkshows und erlangte durch den Rausschmiss in der Sendung Schreinemakers Live weitere Bekanntheit.
Bis 2008 war Bürger geschäftsführender Gesellschafter der WBP Wirtschafts- und Gesellschaftskommunikation Bürger und Partner KG in Neukirchen-Vluyn und wurde bereits zweimal mit dem Deutschen PR-Preis der Deutschen Public Relations Gesellschaft ausgezeichnet.
2010 gründete Joachim H. Bürger die Store Development GmbH, die mit dem eingetragenen Markenzeichen „ZiC´nZaC – Stoffe. Schneidern. Nähcafé.“ den Markt des Hobby-Schneiderns wegweisend beeinflusst hat. Durch eine intensive Marktanalyse erkannte der Marketingfachmann, dass der Markt der Näh-Fachgeschäfte bis dato vom Marketing stark vernachlässigt wurde. Basierend auf dieser Marktanalyse entwickelte Bürger ein umfassendes Unternehmenskonzept und eröffnete im Oktober 2010 die erste Filiale von ZiC´nZaC in Essen, NRW. Diese Filiale versteht sich als Testbetrieb, in dem Marketingleistungen und warenwirtschaftliche Strategien erprobt werden und der den Ausgangspunkt für eine flächendeckende Filialisierung bildet. Zielgruppe des Ladens sind vor allem Frauen ab 25 Jahren. Der Laden setzte 2012 mit 13 Mitarbeiterinnen rund 1,2 Millionen Euro im Jahr um und hat die Gewinnschwelle überschritten.
Joachim H. Bürger ist seit 2006 Initiator des „Festival der besten deutschsprachigen Märchen- und Geschichtenerzähler“, das 2015 im zehnten Jahr am Niederrhein rund um die „Alte Mühle in der Dong“ stattfand und als bedeutende Veranstaltung dieses Genres gilt. Auf diesem Festival wird seit 2011 die „Goldene Spindel“ verliehen, die 2015 an Martin Ellrodt ging.
Im Jahre 2007 wurde J.H. Bürger vom Präsidium des Internationalen Bruderschaftsorden WdW – Weltbund der Weinritter zum Komtur von Irland berufen. Ziel des Ordens ist die Förderung und Vermittlung von Wissen um die Geschichte des Weins und seiner Kultur.
2011 wurde Joachim H. Bürger bzw. ZiC’nZaC mit dem Deutschen Handels-Innovations-Preis des HDE ausgezeichnet.
2013 war er Finalist beim Querdenker-Award, der vom Querdenker-Club am 21. November 2013 in der BMW-Welt in München verliehen wurde.
2014 bekam er den in der Metropolregion Ruhr bedeutendsten Marketingpreis „Tacken 2014“ des Marketing-Club Essen-Mülheim-Oberhausen in der Kategorie „Start-Up“ für sein Unternehmenskonzept ZiC’nZaC verliehen.
Bürger war viermal verheiratet.

## Schriften
- MEIN KRIEGSTAGEBUCH ***2024***: Die Märchenstunden der deutschen Medien?, ISBN 978-3-7693-5198-9, Herausgeber: BoD; 1. Edition (17. Februar 2025)
- MEIN KRIEGSTAGEBUCH ***2023***: Die Märchenstunden der deutschen Medien?, ISBN 978-3-7583-1330-1, Herausgeber: BoD; 1. Edition (26. Januar 2024)
- MEIN KRIEGSTAGEBUCH ***2022***: Die Märchenstunden der deutschen Medien?, ISBN 978-3-7578-0153-3, Herausgeber: BoD; 1. Edition (24. Januar 2023)
- Arbeitshandbuch Presse und PR, Essen: Stamm, 1998
- Mann hat es eben. Die Begründung des Maskulinismus, München: Verlag Peter Erd 1992
- Mann, leb dich aus! Über das große Vergnügen, ein echter Mann zu bleiben, München: Erd, 1991
- Mann, bist Du gut. Was Männer den Frauen immer schon mal sagen wollten, München: Peter Erd Verlag, 1990, ISBN 3-8138-0182-9
- Werben wie die Profis, ISBN 3-478-54500-5 Landsberg am Lech, Verlag Moderne Industrie, 1990
- Wie sage ich's der Presse, ISBN 3-478-54510-2 Landsberg am Lech, Verlag moderne Industrie, Landsberg 1986
- Merchandising, Landsberg am Lech: Verlag moderne industrie, 1987
- Public Promotions, Essen: Stamm, 1986
- PR-Gebrauchsanleitungen für praxisorientierte Öffentlichkeitsarbeit. Grundwerk 1989, Drei Bände mit insgesamt 39 Nachlieferungen bis 1999, ISBN 3-478-22060-2, Landsberg an Lech, Verlag moderne Industrie.
- Kundenzuwachs durch Verkaufsförderung mit Pfiff 1986, ISBN 3-478-54520-X, Landsberg am Lech, Verlag moderne Industrie
- Die besten Kampagnen: Öffentlichkeitsarbeit I (gemeinsam mit Hans Joliet), 1987, ISBN 3-478-21680-X, Landsberg am Lech, Verlag moderne Industrie
- Die besten Kampagnen: Öffentlichkeitsarbeit II(gemeinsam mit Hans Joliet) 1989, ISBN 3-478-21950-7, Landsberg am Lech, Verlag moderne Industrie
- Die besten Kampagnen: Öffentlichkeitsarbeit III (gemeinsam mit Hans Joliet) 1991, ISBN 3-478-21060-7, Landsberg am Lech, Verlag moderne Industrie